# Cryptocephalinae
Cryptocephalinae zijn een onderfamilie van kevers uit de familie van de bladkevers (Chrysomelidae).

## Taxonomie
De volgende taxa zijn bij de familie ingedeeld:
- Geslacht Metallactus Suffrian, 1866[2]
- Tribus Clytrini Kirby, 1837
- Tribus Cryptocephalini Gyllenhaal, 1813
  - Subtribus Achaenopina Chapuis, 1874
  - Subtribus Cryptocephalina Gyllenhaal, 1813
  - Subtribus Monachulina Leng, 1920
  - Subtribus Pachybrachina Chapuis, 1874
  - Subtribus Stylosomina Chapuis, 1874
- Tribus Fulcidacini Jakobson, 1924